# Fachhochschule Polizei Sachsen-Anhalt
Die Fachhochschule Polizei Sachsen-Anhalt ist eine Einrichtung der Polizei Sachsen-Anhalt mit Sitz in Aschersleben, die als Fachhochschule des Landes Sachsen-Anhalt die Aus- und Fortbildung des Polizeivollzugsdienstes vornimmt.

## Aufgaben
Die Fachhochschule Polizei Sachsen-Anhalt führt für Polizeibeamte des Landes Sachsen-Anhalt Aus- und Fortbildungen durch. Sie realisiert die Ausbildung des mittleren und das Studium des gehobenen Dienstes des Polizeivollzugsdienstes. Weiterhin ist die Fachhochschule für Einstellungsauswahlverfahren zuständig und führt diese durch.

## Fachbereiche
Der Bereich Lehre gliedert sich in vier Fachgruppen:
- Fachgruppe I: Führungs- und Einsatzwissenschaften
- Fachgruppe II: Kriminalwissenschaften
- Fachgruppe III: Rechtswissenschaften
- Fachgruppe IV: Gesellschaftswissenschaften

## Geschichte
Am Standort der Schule existierte bis zum Zweiten Weltkrieg eine Artilleriekaserne der Wehrmacht. Nach Kriegsende und Gründung der DDR dienten die Gebäude jahrzehntelang der Deutschen Volkspolizei als Ausbildungsstätte. Zunächst als Zentralschule der Volkspolizei (1951 bis 1958), der anschließend die mittlere Polizeischule angegliedert wurde (1958 bis 1963). Die Einrichtung wurde mehrfach umbenannt: 1963 in „Zentrale Lehranstalt des Ministeriums des Innern (MdI) der DDR“, 1965 in „Fachschule des MdI“ und 1976 in „Offiziersschule des MdI“ (bis 1990).
Nach dem Ende der DDR und der Deutschen Wiedervereinigung (sowie einer Übergangszeit, an der die Ausbildung vorübergehend nach Neustrelitz und Niedersachsen ausgegliedert wurde) dient der Campus bis heute als Lehr-, Ausbildungs- und Fortbildungsanstalt der Polizei Sachsen-Anhalt. Zunächst existierten am Standort zwei rechtlich unterschiedliche Institutionen: einmal die „Fachhochschule für öffentliche Verwaltung und Rechtspflege Fachbereich Polizei“, die das Studium des gehobenen Polizeidienstes organisierte sowie die für den mittleren Dienst zuständige „Landespolizeischule“. Beide Einrichtungen fusionierten im Oktober 1997 durch das Gesetz über die Errichtung einer Fachhochschule Polizei und zur Änderung hochschul- und beamtenrechtlicher Vorschriften vom 12. September 1997 (zuletzt geändert am 14. Februar 2006) zur „Fachhochschule der Polizei“.

## Auswahlverfahren
Um eine Ausbildung im mittleren Dienst oder ein Studium im gehobenen Dienst der Polizei Sachsen-Anhalt beginnen zu können, müssen Bewerber ein Auswahlverfahren absolvieren. Damit sollen geeignete Bewerber gefunden werden, die den Anforderungen des Polizeivollzugsdienstes entsprechen. Laut Pressemitteilungen des Innenministeriums sollen ab dem Jahr 2009 jährlich 150 Beamte auf Widerruf ernannt werden und somit ihre Ausbildung bzw. Studium in Sachsen-Anhalt beginnen können.

## Campusgelände
Bis auf kleinere und mittlere Baumaßnahmen in den vergangenen Jahrzehnten wurde das Fachhochschulgelände bis zum Ende der 2000er Jahre kaum verändert. Teilweise wurden Lehr- und Wohnhäuser modernisiert bzw. notwendige Neuerungen (Medienzentrum, Interneträume, …) eingerichtet. Andere Bauten und Bereiche des Standortes wurden aus früheren Zeiten genutzt, bis zur Unrentabilität betrieben und schließlich geschlossen.
Speziell an den Unterkunftsgebäuden machte sich dies bemerkbar. Zunächst wurde gegen Ende der 1990er Jahre die Residenzpflicht (Verpflichtung zum Wohnen auf dem Campusgelände) aufgehoben, dann wurden schrittweise immer mehr Wohngebäude aufgrund ihres schlechten Zustandes geschlossen. Bis April 2005 hatten die Studenten und Auszubildenden die Möglichkeit, auf dem Campus zu wohnen, bis auch die letzten Unterkunftsgebäude geschlossen wurden und die Studenten sich seitdem in Eigenregie um externe Wohnmöglichkeiten kümmern müssen. Seit 2012 ist es auch wieder möglich auf dem Campus der Fachhochschule zu wohnen.
Im Jahr 2010 wurde das Fachhochschulgelände umfangreichen Umbaumaßnahmen unterzogen. Der Campus wurde verkleinert und einzelne Gebäude (beispielsweise das Kulturhaus) abgestoßen. Zudem erfolgten ein Sporthallen-, Mensa- und Hörsaalneubau sowie eine Umgestaltung des zentralen Campusplatzes.

## Sonstiges
- Bis 2003 besaß die Fachhochschule ein externes Objekt in Rübeland, das für Kongresse und Fortbildungsmaßnahmen genutzt wurde.
- Eine Sammlung polizeihistorischer Exponate und Objekte aus verschiedenen vergangenen Jahrzehnten, die inzwischen in das im Stadtzentrum gelegene Kriminalpanoptikum integriert ist, war bis Mitte der 2000er Jahre in der Fachhochschule untergebracht.